# Austromontia bidentata
Austromontia bidentata is een hooiwagen uit de familie Triaenonychidae. De wetenschappelijke naam van de soort is voor het eerst geldig gepubliceerd in 1934 door R.F. Lawrence.